# باکومویل (لوئیزیانا)
باکومویل (به انگلیسی: Bawcomville) یک منطقهٔ مسکونی در ایالات متحده آمریکا است که در پریش اوکیتا، لوئیزیانا واقع شده‌است. باکومویل ۳٬۵۸۸ نفر جمعیت دارد و ۲۴٫۰۸ متر بالاتر از سطح دریا واقع شده‌است.